# Darwin (cráter)
Hay un cráter Darwin en Marte y un cráter (posiblemente de impacto) llamado Darwin en la Tierra.

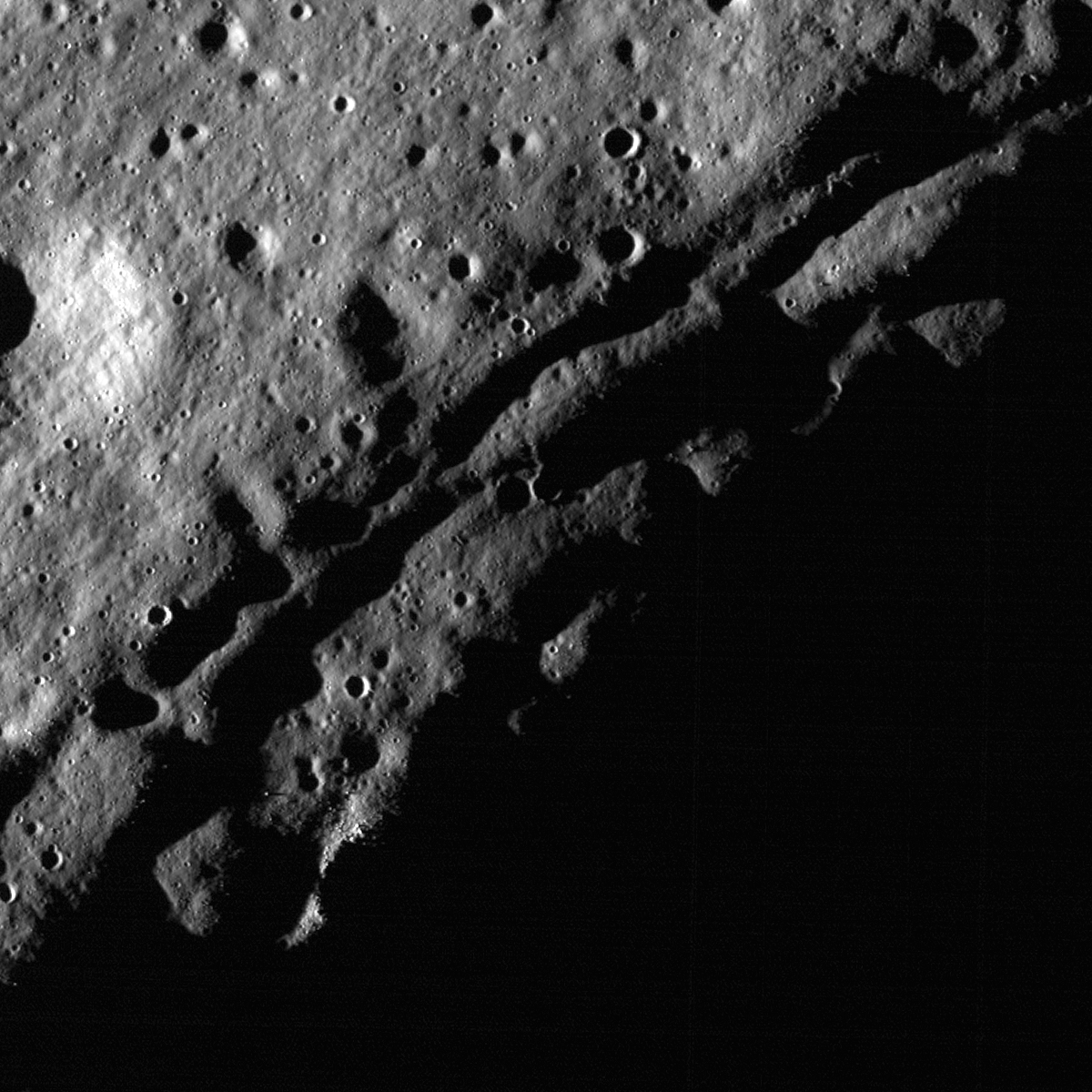
Fotografía de la misión Lunar Reconnaissance Orbiter.

Darwin es un cráter de impacto lunar del tipo clasificado como una llanura amurallada. Se encuentra en la parte sureste de la Luna, y está lo suficientemente cerca de la extremidad para aparecer de manera significativa en escorzo cuando es visto desde la Tierra. Unido a su borde sur está el cráter Lamarck. Al noreste aparece Crüger, un cráter de suelo oscuro.
El borde externo de esta formación se ha desintegrado significativamente por los impactos cercanos. Las partes sur y norte del brocal en particular están casi destruidas. El borde oriental está ligeramente desgastado; varios pequeños cráteres se encuentran a lo largo del borde del suroeste. El cráter satélite Darwin B, una formación bastante grande con un diámetro de 56 kilómetros, se une con el borde occidental exterior.
Partes de la planta interior de Darwin se han regenerado por flujos de lava. El suelo del sur de Darwin está aproximadamente a nivel, aunque con características superficiales irregulares y varios cráteres pequeños. Presenta un conjunto de dunas con forma de colinas en la parte noreste de la planta, producto de la desaceleración superficial de los flujos de material eyectado por el impacto que generó el Mare Orientale y que afectó a la rima del este. En el suelo occidental aparece un domo grande, bajo, y algo irregular, uno de los pocos que no se encuentran en un mar lunar. También se localiza el remanente de un pequeño cráter en el extremo sur de la planta.
Un sistema de rimas atraviesa la parte norte de la planta, rebasa el borde oriental y continua hacia el sureste. Estas fisuras se designan Rimae Darwin, y se extienden a lo largo de una distancia de unos 280 kilómetros. Al este de Darwin, este sistema de fisuras cruza la Rimae Sirsalis, una amplia rima que sigue una línea hacia el noreste.

## Cráteres satélite
Por convención estos elementos son identificados en los mapas lunares poniendo la letra en el lado del punto medio del cráter que está más cerca de Darwin.
|        | \| Darwin \| Coordenadas \| Diámetro \| \| ------ \| ------------------------------ \| -------- \| \| A \| 21°48′S 73°00′O / -21.8, -73.0 \| 24 km \| \| B \| 19°54′S 72°12′O / -19.9, -72.2 \| 56 km \| \| C \| 20°30′S 71°00′O / -20.5, -71.0 \| 16 km \| \| F \| 21°00′S 71°00′O / -21.0, -71.0 \| 18 km \| \| G \| 21°30′S 70°42′O / -21.5, -70.7 \| 17 km \| \| H \| 21°00′S 68°48′O / -21.0, -68.8 \| 30 km \| |          |
| Darwin | Coordenadas | Diámetro |
| A      | 21°48′S 73°00′O / -21.8, -73.0 | 24 km    |
| B      | 19°54′S 72°12′O / -19.9, -72.2 | 56 km    |
| C      | 20°30′S 71°00′O / -20.5, -71.0 | 16 km    |
| F      | 21°00′S 71°00′O / -21.0, -71.0 | 18 km    |
| G      | 21°30′S 70°42′O / -21.5, -70.7 | 17 km    |
| H      | 21°00′S 68°48′O / -21.0, -68.8 | 30 km    |